# Моногамия
Монога́мия (от др.-греч. μόνος «единый» + γάμος «брак») — единобрачие, форма брака и семьи, в которой человек имеет только одного партнёра во время своей жизни или в любой момент времени (последовательная моногамия), по сравнению с многожёнством, многомужеством и полиаморией. Термин также применяется к социальному поведению некоторых животных.

## Терминология
Термин «моногамия» используют для описания различных отношений. Современные биологи, использующие теорию эволюции, рассматривают моногамию у человека как явление, присущее не только человеку, но и животным, и постулируют следующие четыре типа моногамии:
- Брачная (или семейная) моногамия относится к брачным союзам, состоящие только из двух людей. Брачная моногамия может быть подразделена на:
  - брак один раз в жизни,
  - брак только с одним человеком одновременно (последовательная моногамия), в отличие от многожёнства[1].
- Социальная моногамия относится к двум партнёрам, живущим вместе, имеющим половые контакты друг с другом (при возможной измене/открытом браке/промискуитете) и взаимодействующим в приобретении основных ресурсов: таких как жильё, еда и деньги (если речь о людях).
- Сексуальная моногамия относится к двум партнёрам, состоящим в эксклюзивных сексуальных отношениях друг с другом и не имеющих никаких других половых партнёров[2].
- Генетическая моногамия относится к сексуальным моногамным отношениям с генетическими доказательствами отцовства[2].

Биологи, физические антропологи и поведенческие экологи часто используют термин моногамия в сексуальном смысле, а не генетическом. Культурные или социальные антропологи и другие представители общественных наук под «моногамией» подразумевают социальную или брачную моногамию.
Правовые аспекты моногамии у людей преподаются на факультетах права. Философские аспекты моногамии рассматривают, например, философская антропология и философия религии, а также богословские дисциплины.

## Моногамия у людей

### Социальная моногамия
Согласно ареальной картотеке человеческих отношений из 1231 изученного человеческого культурного сообщества со всего мира 186 были моногамны, 453 имели многожёнство в отдельные периоды времени, 588 имели достаточно частое многожёнство, и у 4 было многомужество. 

### Серийная моногамия
Концепция, описывающая стиль романтических отношений, при котором человек вступает в последовательные, но преданные связи с различными партнерами. Каждое из таких отношений может быть длительным и до конца всей жизни, но если случается завершение человек обычно начинает новое, не прибегая к полигамии или случайным связям
Характеристики
Люди, практикующие серийную моногамию, часто стремятся к эмоциональной близости и стабильности в отношениях. Основные признаки серийного моногамиста включают:
- Быстрый переход от одних отношений к другим.
- Нежелание оставаться в одиночестве.
- Отсутствие интереса к случайным свиданиям.
- Ожидание, что партнер будет удовлетворять все их эмоциональные потребности без активной работы над отношениями.

Причины популярности
Серийная моногамия стала более распространенной в последние десятилетия по нескольким причинам:
- Социальные изменения: Увеличение продолжительности жизни и улучшение качества жизни способствовали тому, что люди стали искать новые отношения после завершения предыдущих.
- Технологические факторы: Появление онлайн-знакомств и социальных сетей упростило процесс нахождения новых партнеров и привело к росту числа разводов.
- Изменение взглядов на отношения: Современное общество стало более открытым к идее временных связей, что сделало серийную моногамию нормой для многих.

## Моногамия у других животных
Моногамия у животных — отношения между полами, характеризующиеся тем, что самец в течение более или менее продолжительного срока спаривается с одной определённой самкой и обычно принимает участие в заботе о потомстве. Моногамия наблюдается у большинства птиц, причём лебеди, аисты, орлы и грифы соединяются в пары на несколько лет, в отдельных случаях — на всю жизнь, другие — только на один сезон, расставаясь после выведения и выкармливания птенцов (например, гуси) или даже сразу после устройства гнезда, ещё до откладки яиц (многие утки). Все дикие гуси моногамны. Среди млекопитающих обезьяны и волки образуют пары на несколько лет или больше; песцы, лисицы, барсуки, горностаи, бобры — редко более, чем на один сезон. К моногамии иногда относят также отношения насекомых и других беспозвоночных, у которых оба пола (или только самцы) умирают вскоре после однократного спаривания (самки — после откладки яиц).